# Phoenix reclinata
La palma del Senegal (Phoenix reclinata Jacq.) è una pianta della famiglia delle Arecacee endemica dell'Africa tropicale, del Madagascar e delle Isole Comore. Questa pianta si può trovare dal livello del mare fino ad un'altitudine di 3000 metri nelle zone di foresta pluviale e di foresta monsonica.

## Descrizione

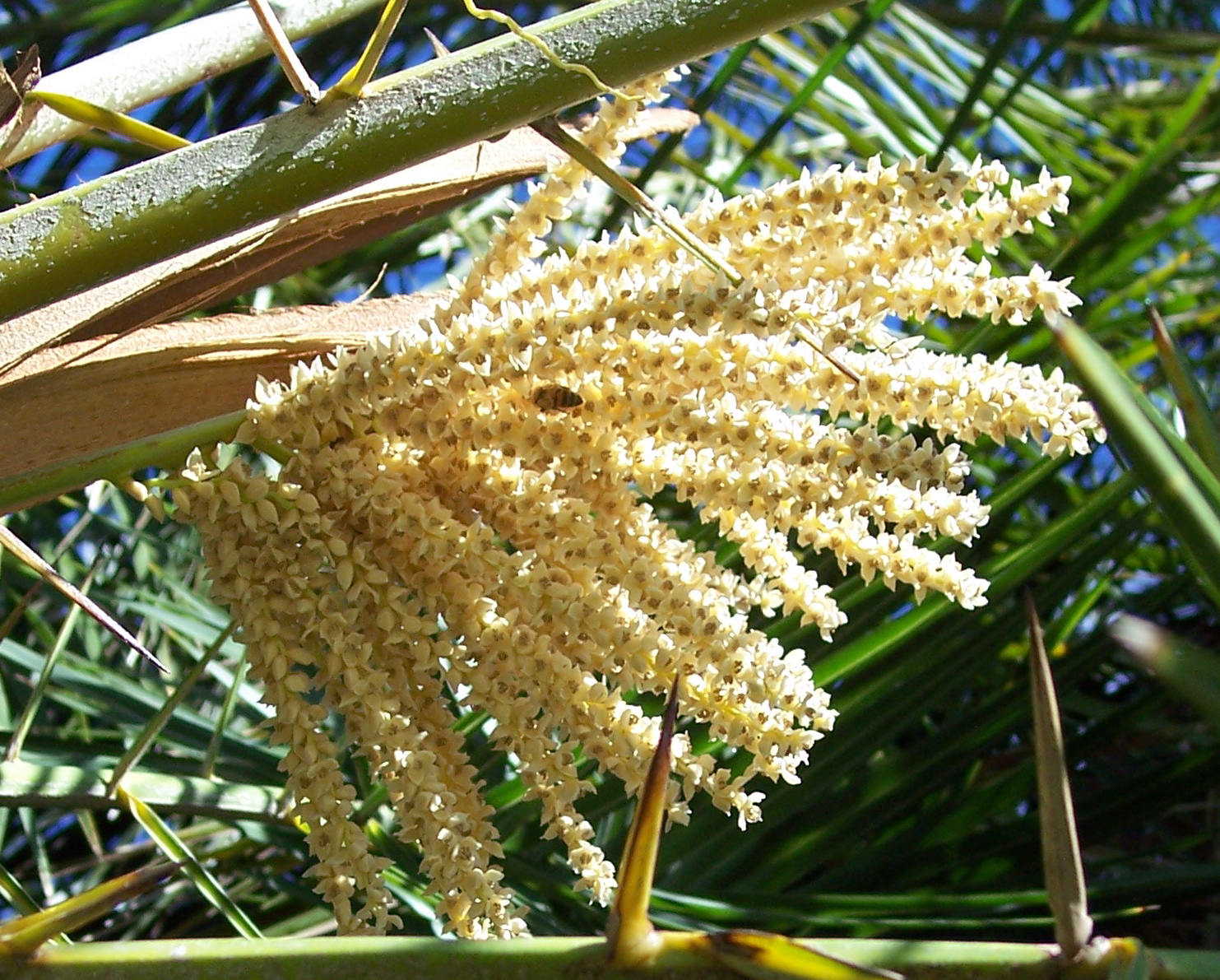
Infiorescenza di Phoenix reclinata

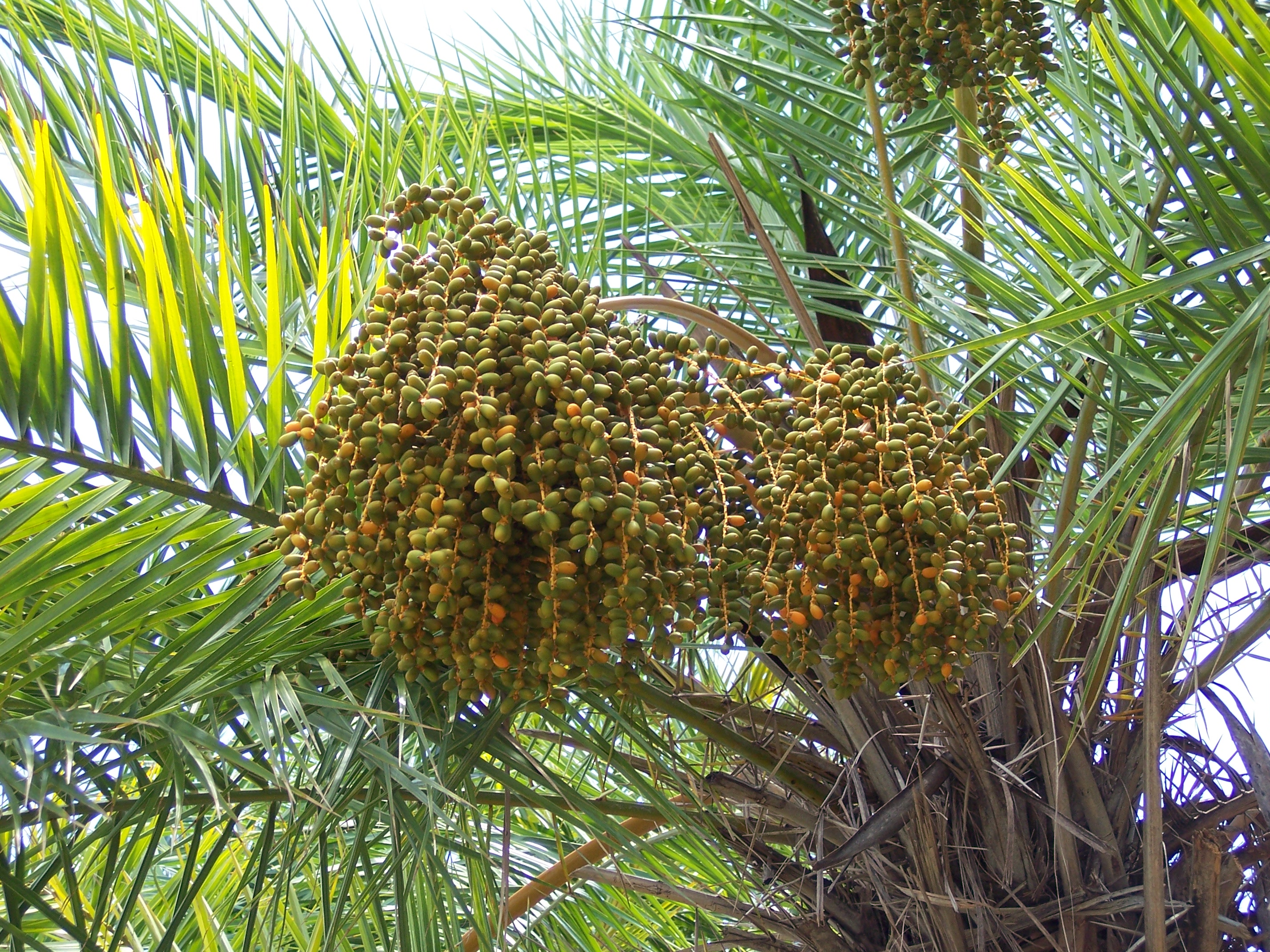
Grappolo di frutti su una Phoenix reclinata

Phoenix reclinata è una palma dioica che produce diversi fusti che hanno altezza variabile tra 7,5 e 15 metri ed una larghezza di 30 cm. Essa possiede un fogliame pennato e ricurvo, con una lunghezza tra 2,5 e 4,5 metri ed una larghezza di circa 75 cm. Il colore della foglia è un verde intenso brillante posto su 30 cm di picciolo con lunghe ed appuntite spine alla base; ogni corona possiede dalle 20 alle 40 foglie.
Le infiorescenze appaiono all'apice del fusto della pianta. I fiori maschi hanno un calore giallo pallido, sporco e cadono dopo la fioritura; quelli femmine sono più piccoli e di colore giallo-verde. Questa specie produce frutti oblunghi ed edibili, detti drupe, di colore arancio (quando maturi), e di 2,5 cm di diametro. Il frutto si trova in grandi grappoli pendenti e contengono un seme ciascuno.
Le palme appartenenti al genere Phoenix si ibridano facilmente tra di loro causando naturali variazioni. Queste palme generalmente tollerano bene la nebbia salina e la moderata siccità i cui livelli sono generalmente alti nelle falde acquifere.

## Usi
Oltre ai frutti, che attirano tanto gli uomini quanto gli animali, il palmito, o cuore di palma, può essere mangiato. Nella provincia di KwaZulu-Natal e nel Delta dell'Okavango, in Botswana, la linfa viene sfruttata poco prima della fioritura per realizzare il vino di palma. Le fibre delle giovani foglie non ancora aperte possono essere sfruttate per la realizzazione di tappeti, kilt e scope. Le radici, che contengono tannino possono essere utilizzate per produrre un colorante marrone. Esse inoltre producono una gomma edibile. Il legno è leggero e non particolarmente utilizzato.